# Chris Kavanagh (musicus)
Chris Kavanagh (Woolwich, 4 juni 1964) is een Britse drummer. Hij speelde in bands als Big Audio Dynamite en het omstreden Sigue Sigue Sputnik. 

## Loopbaan
Kavanagh werd in 1982 door Tony James gekozen voor zijn groep Sigue Sigue Sputnik omwille van zijn uiterlijk en uitstraling en vervolgens werd hem aangeleerd wat drummen inhield. Voordien had Kavanagh namelijk nog nooit gespeeld. Hetzelfde was van toepassing op de andere drummer van de band, Ray Mayhew.
Kavanagh bracht twee albums uit met Sigue Sigue Sputnik en veroverde bepaalde delen van Europa met het nummer Love Missile F1-11.
In 1989 viel Sigue Sigue Sputnik uit elkaar en Kavanagh moest op zoek naar een nieuwe uitdaging. Hij accepteerde een aanbod van Mick Jones om drummer te worden van zijn groep Big Audio Dynamite. Jones had toen pas de hele bezetting door elkaar geschud en iedereen behalve zichzelf vervangen.
Kavanagh, die bij "Big Audio" naast Nick Hawkins speelde, bleef in Big Audio Dynamite actief tot en met 1995.